# Gert-Jan Theunisse
Gert-Jan Theunisse (født 14. januar 1963 i Oss) er en tidligere hollansk landevejscykelrytter. Han vandt den prikkede bjergtrøje i Tour de France 1989 og samme års prestigefyldte etape op til Alpe d'Huez. Ved Tour de France i 1988 blev han testet positiv for testosteron. I 1990 blev han også testet positiv i Flèche Wallonne og Bicicleta Vasca.